# Tantalhafniumcarbid
Tantalhafniumcarbid (Ta4HfC5) ist eine intermetallische Verbindung aus Tantal, Hafnium und Kohlenstoff. Es handelt sich um eine äußerst harte nichtoxidische Keramik. Sie besitzt den höchsten derzeit bekannten Schmelzpunkt von 4215 °C (4488 K). Einzig Tantalcarbid in der Form TaC0,89 besitzt einen ähnlich hohen Schmelzpunkt (4000 °C). Es ist auch das einzig bekannte Material, das man mit einer Langmuir-Fackel (Arcatom-Schweißen) nicht schweißen bzw. schneiden kann. In seinem Aussehen sowie chemischen und physikalischen Eigenschaften ähnelt es dem Tantalcarbid und Hafniumcarbid.

Kristallstruktur des ähnlichen Tantalcarbids